# Thorsten Ingo Schmidt
Thorsten Ingo Schmidt (* 1972 in Kassel) ist ein deutscher Rechtswissenschaftler.

## Leben
Nach dem Abitur 1992 studierte er von 1992 bis 1997 Rechtswissenschaften an der Universität Göttingen (1997 erstes juristisches Staatsexamen). Von 1997 bis 1998 hatte er ein Promotionsstipendium der Universität Göttingen. Es folgte die Erstellung der Dissertation zum Thema Grundpflichten, mit der er 1999 promoviert wurde. Von 1997 bis 1999 war er wissenschaftliche Hilfskraft am Lehrstuhl für Öffentliches Recht bei Christian Starck in Göttingen. Von 1998 bis 2000 war er Referendar beim Landgericht Kassel und absolvierte seine Wahlstation beim Hessischen Verwaltungsgerichtshof (2000 zweites juristisches Staatsexamen). Von 2000 bis 2004 schrieb er seine Habilitationsschrift Kommunale Kooperation. Von 2000 bis 2006 war er wissenschaftlicher Assistent am Lehrstuhl für Öffentliches Recht bei Christian Starck in Göttingen. Nach der Habilitation 2004 mit der Verleihung der venia legendi für die Fächer Öffentliches Recht und Europarecht war er Privatdozent und von 2006 bis 2009 Richter am Verwaltungsgericht Hannover. Von 2006 bis 2007 war er wiederholt zum Niedersächsischen Staatsgerichtshof abgeordnet. 2008 wurde er zum Landkreis Northeim abgeordnet. Seit 2009 ist er Professor an der Universität Potsdam für Öffentliches Recht, insbesondere Staatsrecht, Verwaltungs- und Kommunalrecht. Von 2015 bis 2016 war er Richter am OVG Berlin-Brandenburg im Nebenamt. Seit 2015 ist er Direktor des Evangelischen Instituts für Kirchenrecht. Seit 2015 ist er Geschäftsführender Direktor des Kommunalwissenschaftlichen Instituts. Seine Arbeitsschwerpunkte liegen im Verfassungsrecht, im Öffentlichen Finanzrecht, im Beamtenrecht sowie im Kommunalrecht.

## Schriften (Auswahl)
- Öffentliches Finanzrecht, Tübingen 2023, ISBN 978-3-16-162176-5.
- Beamtenrecht. Tübingen 2017, ISBN 3-16-154747-0.
- Finanzierungspflichten und Konnexitätsprinzip. Zur Konnexitätsrelevanz der Dynamisierungsklausel des § 19 KiBiz. Baden-Baden 2016, ISBN 3-8487-2822-2.
- Fallrepetitorium Allgemeines Verwaltungsrecht mit VwGO, 3. Auflage, Heidelberg 2020, ISBN 978-3-8114-4938-1.
- Das Mitverwaltungsmodell, Baden-Baden 2016, ISBN 3-8487-2797-8.
- Kommunalrecht, 2. Auflage, Tübingen 2014, ISBN 978-3-16-153358-7.
- Kommunale Kooperation, Tübingen 2005, ISBN 978-3-16-148749-1.
- Staatsrecht I. Staatsorganisationsrecht mit Verfassungsprozessrecht. 4. Auflage, München 2019, ISBN 3-406-72883-9.
- Staatsrecht II. Grundrechte mit Verfassungsprozessrecht, 4. Auflage, München 2021, ISBN 978-3-406-76440-0.
- Grundpflichten. Nomos, Baden-Baden 1999.